# Luperina hirsuta
Luperina hirsuta là một loài bướm đêm trong họ Noctuidae.